# Coalición de Patriotas por el Cambio
La Coalición de Patriotas por el Cambio (francés: Coalition des patriotes pour le changement) es una coalición de los principales grupos rebeldes de la República Centroafricana creada en 2020 para interrumpir las elecciones generales centroafricanas de ese mismo año.

## Fondo
El 3 de diciembre de 2020, el Tribunal Constitucional de la República Centroafricana rechazó la candidatura del expresidente François Bozizé en las próximas elecciones presidenciales. El 4 de diciembre, François Bozizé se reunió con Mahamat al-Khatim, líder del Movimiento Patriótico Centroafricano (MPC), en Kaga-Bandoro antes de partir hacia su bastión, Bossangoa.

## Historia
El 15 de diciembre de 2020, los principales grupos rebeldes de la República Centroafricana, incluidos Anti-balaka, UPC, FPRC, 3R y MPC, crearon una coalición. Desde entonces, el grupo se apoderó de muchos pueblos, incluidos Yaloke y Bossembele. Bambari fue tomada temporalmente por los rebeldes. El 25 de diciembre, los rebeldes mataron a tres pacificadores en Dekoa y Bakouma. Debido a los ataques de los rebeldes, no se celebraron elecciones en muchas zonas del país. Unos 800 colegios electorales del país, el 14% del total, fueron cerrados por la violencia, y durante la primera vuelta no se pudo realizar la votación en 29 de las 71 subprefecturas, mientras que otras seis solo lograron votar parcialmente antes de ser clausurado debido a la intimidación de los votantes. El 15 de enero, los rebeldes atacaron Bangui y mataron a un pacificador antes de ser repelidos por las fuerzas internacionales. El 21 de marzo, la coalición anunció que Bozizé se había convertido en el "coordinador general" del grupo. El 6 de abril, según se informa, la UPC abandonó la Coalición de Patriotas por el Cambio, pero se reincorporó oficialmente a principios de diciembre de 2021.